# Ívarr Ingimundarson
Ívarr Ingimundarson fue un escaldo de Islandia del siglo XII. Aparece mencionado en Skáldatal, como uno de los poetas de la corte de varios monarcas de Noruega: Magnus Berfættr, Sigurd el Cruzado, Øystein I y el pretendiente Sigurðr slembir a quien dedicó Sigurðarbölkr, de las cuales 46 estrofas y algunas mitades en métrica fornyrðislag se conservan en Morkinskinna. 